# پرده گردن

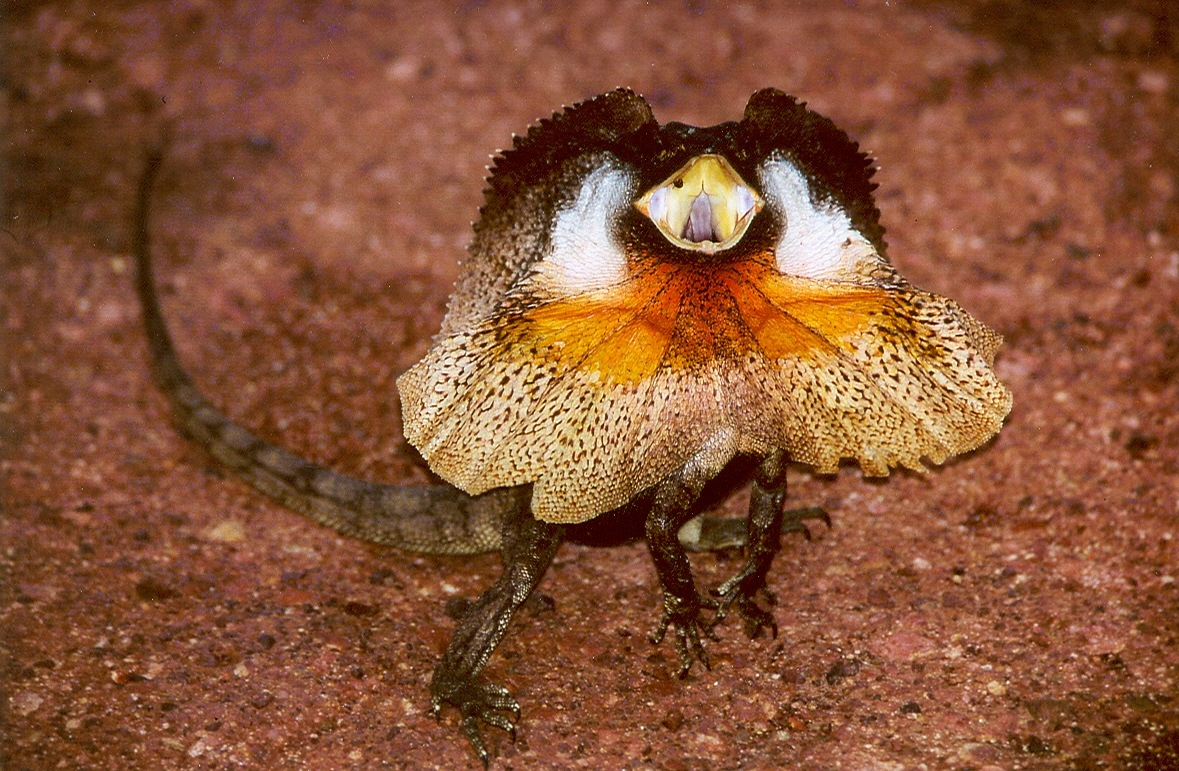
مارمولک پرده‌دار که پرده گردنش را نشان می‌دهد.

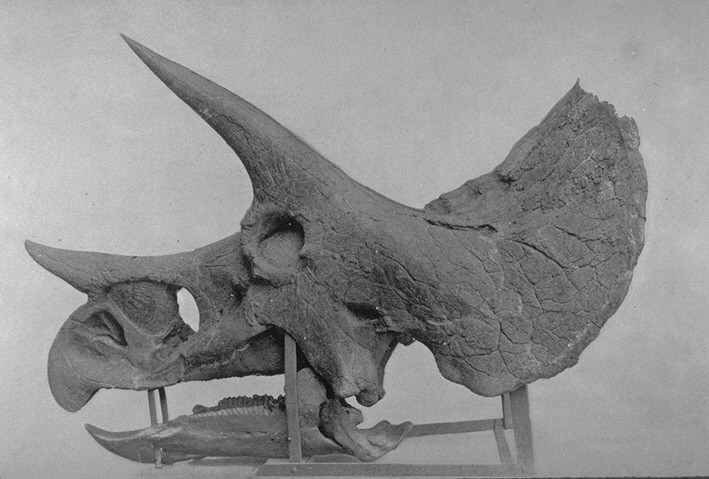
جمجمه تریسراتوپس با پرده گردن بزرگش.

پرده گردن (به انگلیسی: Neck frill) لبه نسبتاً گسترده‌ای است که در پشت سر خزندگان با تکیه‌گاه استخوانی مانند آنهایی که روی جمجمه دایناسورهای زیرراسته لبه‌دارسران وجود دارد یا غضروف‌مانند در مارمولک پرده‌دار دیده می‌شود.